# Sil, Velîkîi Bereznîi
Sil (în ucraineană Сіль) este localitatea de reședință a comunei Sil din raionul Velîkîi Bereznîi, regiunea Transcarpatia, Ucraina.

## Demografie
Componența lingvistică a localității Sil
     Ucraineană (99,02%)
     Alte limbi (0,97%)
Conform recensământului din 2001, majoritatea populației localității Sil era vorbitoare de ucraineană (99,02%), existând în minoritate și vorbitori de alte limbi.